# Le Pont-Chrétien-Chabenet
Le Pont-Chrétien-Chabenet település Franciaországban, Indre megyében. Lakosainak száma 934 fő (2022. január 1.). Le Pont-Chrétien-Chabenet Chasseneuil, Saint-Marcel, Tendu és Thenay községekkel határos.

## Népesség
A település népességének változása:
| Lakosok száma | 814  | 902  | 879  | 932  | 924  | 922  | 925  | 937  | 944  | 934  |
|               | 1968 | 1982 | 1990 | 2006 | 2013 | 2015 | 2017 | 2019 | 2020 | 2022 |